# Ardnahoe destilleri
Ardnahoe distillery er et skotsk whiskydestilleri, der ligger på øen Islay i Skotland. Det ligger på nordøstkysten af øen umiddelbart nord for Port Askaig, mellem de to destillerier Caol Ila og Bunnahabhain. Det ligger mellem Loch Ardnahoe og Sound of Islay (Caol Ìle, det smalle stræde mellem Islay og Jura). Ardnahoe er gælisk og oversætte stil Højden på hulen.
Planerne for destilleriet blev indsendt til lokalmyndigheden Plans for the distillery was submitted to i Argyll and Bute i januar 2016. I oktober 2017 var det i gang med at blive opført, og fundamentet var lagt.
Destilleriet åbnede i april 2019, og det var det første nye whiskydestilleri på Islay i 15 år. The distillery was opened by Lord Robertson of Port Ellen. Det blev etableret og bygget med en investering på £12M fra Hunter Laing & Company, der er en skotsk familieejet whisky-virksomhed.